# Küre, Söğüt
Küre là một thị trấn thuộc huyện Söğüt, tỉnh Bilecik, Thổ Nhĩ Kỳ. Dân số thời điểm năm 2011 là 1.243 người.